# اینسو، ملکه مادر
اینسو، ملکه مادر (انگلیسی: Insu, the Queen Mother; کره‌ای: 인수대비) یک مجموعه تلویزیونی کره جنوبی سال ۲۰۱۱ با بازی چه شی را، هام اون جونگ، کیم یونگ هو، کیم می-سوک، بک سونگ هیون و جون هه بین است. این مجموعه بر جنگ قدرت سه زن در دربار سلطنتی در پادشاهی چوسان تمرکز دارد و از ۳ دسامبر ۲۰۱۱ تا ۲۴ ژوئن ۲۰۱۲، روزهای شنبه و یکشنبه ساعت ۲۰:۵۵ (کی‌اس‌تی) از جی‌تی‌بی‌سی برای ۶۰ قسمت پخش شد.شد. این مجموعه یکی از درام‌های افتتاحی شبکه کابلی تازه تأسیس جی‌تی‌بی‌سی بود.